# Transsibiriske vej
Den transsibiriske vej er det uofficielle navn for et netværk af føderale hovedveje, der spænder vest til øst af Rusland fra Østersøen til Japanske Hav ved Stillehavet. I det asiatiske hovedvejsnet har vejen nummer AH6. Den strækker sig over 11.000 kilometer fra Sankt Petersborg til Vladivostok. Vejen konkurrerer med  Australiens Highway 1 om titlen som den længste hovedvej i verden.

## Vejnumre
Vejen er på nogle strækninger sammenfaldende med Europavej E30. Omkring 190 km af vejen går gennem Kasakhstan. Samlet består den transsibiriske vej af syv føderale hovedveje:
- M10 Rossija: Sankt Petersborg-Moskva, 664 km
- M5 Ural: Moskva-Tjeljabinsk, 1.880 km
- P254 (M51) Irtysj: Tjeljabinsk-Novosibirsk, 1.528 km
- P255 (M53) Sibir: Novosibirsk-Irkutsk, 1.860 km
- P258 (M55) Bajkal: Irkutsk-Tjita, 1.113 km
- P297 Amur: Tjita-Khabarovsk, 2.100 km
- A370 Ussuri: Khabarovsk-Vladivostok, 760 km

## Galleri
- Rossija 2009
- Ural 2011
- Irtysj 2015
- Sibir 2011
- Bajkal 2013
- Amur 2015
- Ussuri 2012